# 卡薩布蘭卡-安發機場
卡薩布蘭卡-安發機場（法語：Aéroport de Casablanca–Anfa，阿拉伯语：‎ ）是摩洛哥卡薩布蘭卡一座已廢止的機場，始建於1920年，西南距卡薩布蘭卡市中心約六公里，曾同穆罕默德五世國際機場與蒂特梅利爾機場一道為卡薩布蘭卡地區提供航空業務。
因城市化發展需要，安發機場已於2007年關閉。其跑道及部分附屬建築已被拆毀，原址上正在修建其他道路與建築。

## 歷史
安發機場係由法國殖民政府在20世紀20年代所建。在1959年諾瓦瑟爾美國空軍基地關閉，開始改建為穆罕默德五世國際機場前，安發機場曾是卡薩布蘭卡市最主要的機場。
第二次世界大戰期間，在納粹德國允許下，安發機場為維希法國政府所據有，乃力量有限的維希法國空軍的一大基地。機場也服務了德意志漢莎航空，以及德國的軍事運輸任務。1942年電影《北非諜影》亦對安發機場有過呈現。
在攻打法屬北非的火炬行動中，盟軍將安發機場視為首要目標之一，並在登陸初期的1942年11月8日成功佔領，在此設立美國陸軍航空隊航空運輸司令部（ATC）北非支部的總部。此後直至二戰結束，安發機場都為盟軍發揮著軍事作用，在北非戰役中支撐了美國陸軍，並成為ATC在北非航線上的貨運樞紐。向北前往英格蘭增補美國第八航空隊、向東前往地中海戰區增補第十二、第十五航空隊的美軍飛機，常將安發機場作為中轉點。南大西洋空中渡運線（South Atlantic air ferry route）設立後，美國飛機可從南佛羅里達起飛，經巴西、達喀爾抵達安發機場，並由此深入歐亞非三洲。1945年末，安發機場恢復民航管理。
安發機場的民航功能遷至穆罕默德五世國際機場後，仍短暫用於飛行員訓練跑道。2007年，卡薩布蘭卡-安發機場停止一切業務。現已不存。